# Ocosingo
Ocosingo es una ciudad localizada en el norte del estado mexicano de Chiapas. Es cabecera del municipio homónimo, que es el más extenso en el territorio chiapaneco por muchos kilómetros y la octava ciudad por población del estado.

## Toponimia
El nombre Ocosingo proviene de la expresión náhuatl que significa "lugar del señor negro".

## Situación
La ciudad se encuentra emplazada en el Primer Valle De Ocosingo, en una zona de transición de las regiones fisiográficas Montañas del Norte de Chiapas, Meseta Central y Serranías de la Lacandonia, en consecuencia su clima va de cálido húmedo en verano a templado húmedo en invierno con abundantes lluvias en verano.
La ciudad de Ocosingo, importante escenario de la historia reciente, rodeada hoy por una región ganadera con hermosos bosques y paisajes fluviales como los de la orilla del alto Jataté, conserva testimonios de la época colonial en su centro histórico, una caja de agua de planta hexagonal que se conoce como la Pila de Agua, Los Portales y la iglesia de San Jacinto de Polonia, sede del convento dominico que administraba Yajalón, San Martín Abasolo y otros poblados de la región Tseltal, que constituyó una zona de fuerte homogeneidad cultural expresada en la lengua indígena más hablada de Chiapas. Actualmente, con las aperturas de vías de comunicación y las oleadas migratorias de diversas regiones de Chiapas y la República Mexicana, existe una población multicultural en donde convergen otras lenguas mayenses, con la predominancia en las ciudades del idioma español y en las comunidades del Tseltal.

## Población
De acuerdo a los resultados del Censo de Población y Vivienda de 2020 realizado por el Instituto Nacional de Estadística y Geografía, la población total de Ocosingo es de 47 688 habitantes, lo que representa un crecimiento promedio de 1.3% anual en el período 2010-2020 sobre la base de los 41 878 habitantes registrados en el censo anterior. Al año 2020 la densidad del municipio era de 5042 hab/km².
| Gráfica de evolución demográfica de Ocosingo entre 2000 y 2020    |
|                                                                   |
| Fuente: Instituto Nacional de Estadística Geografía e Informática |

El 47.1% de los habitantes (22 441 personas) eran hombres y el 52.9% (25 247 personas) eran mujeres. El 90.8% de los habitantes mayores de 15 años (29 779 personas) estaba alfabetizado.

## Economía

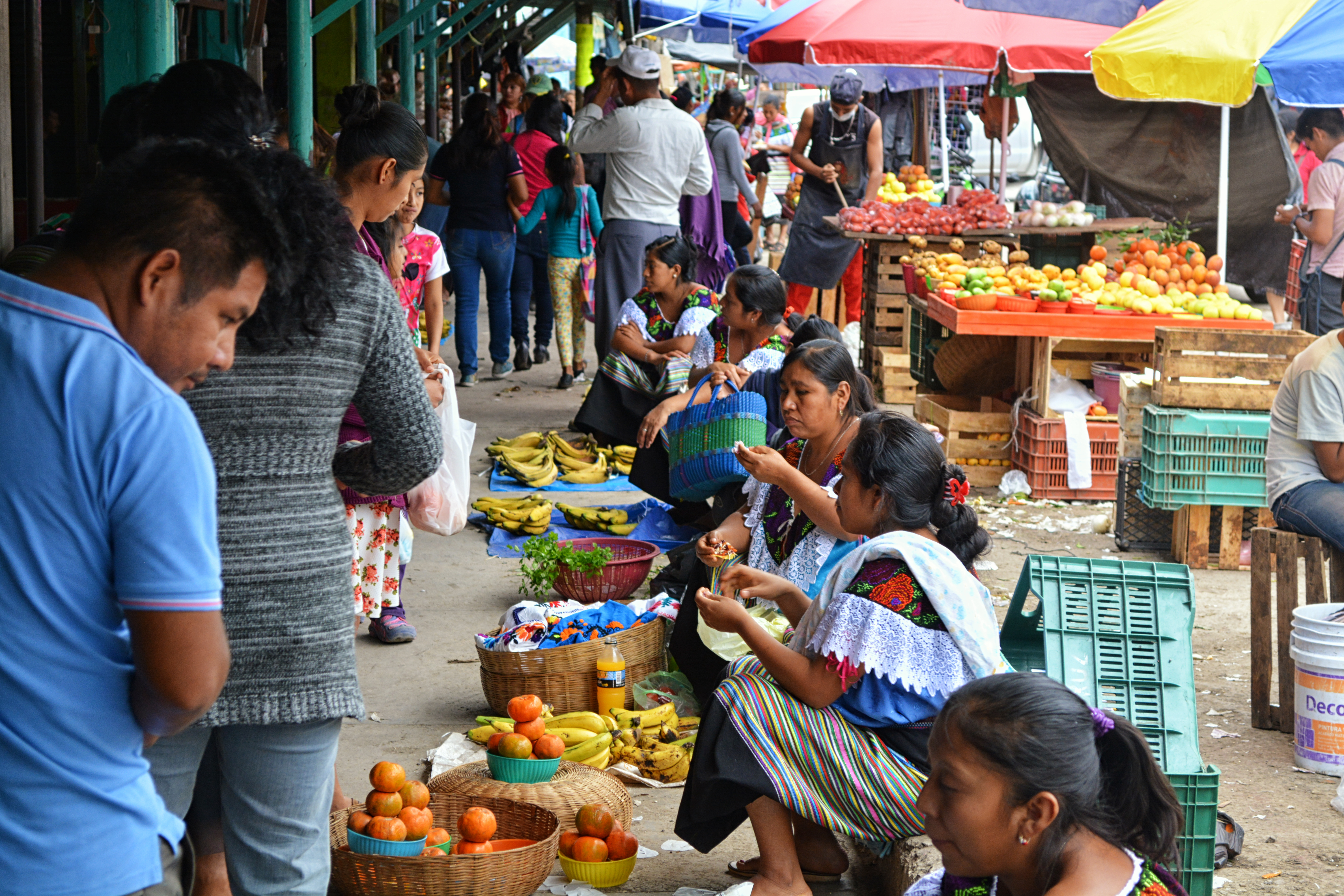
Vendedoras de fruta en el mercado Belisario Domínguez.

La economía de la ciudad se concentra en el comercio, la ganadería y la agricultura.

### Turismo
El municipio de Ocosingo, Chiapas fue reconocido como “Barrio Mágico” por la Secretaría de Turismo de México. Este reconocimiento impulsará la economía de la región, ya que unirá los destinos de la ruta del Tren Maya.
Se pueden visitar en el centro de la ciudad la iglesia de San Jacinto de Polonia, de arquitectura barroca neoclásica construida en 1569, la Pila de Agua hecha en 1890 y el edificio de la presidencia municipal de arquitectura porfirista. 
El Andador Guadalupano ofrece una experiencia completamente diferente. Esta calle peatonal, embellecida con abundante vegetación e iluminada por luces encantadoras por la noche, invita a un paseo relajado. A lo largo de su recorrido, los visitantes pueden disfrutar de una variada oferta gastronómica en los restaurantes locales, explorar tiendas y otros comercios, y admirar los hermosos murales que adornan sus paredes, creando un ambiente vibrante y acogedor. 

## Comunicaciones

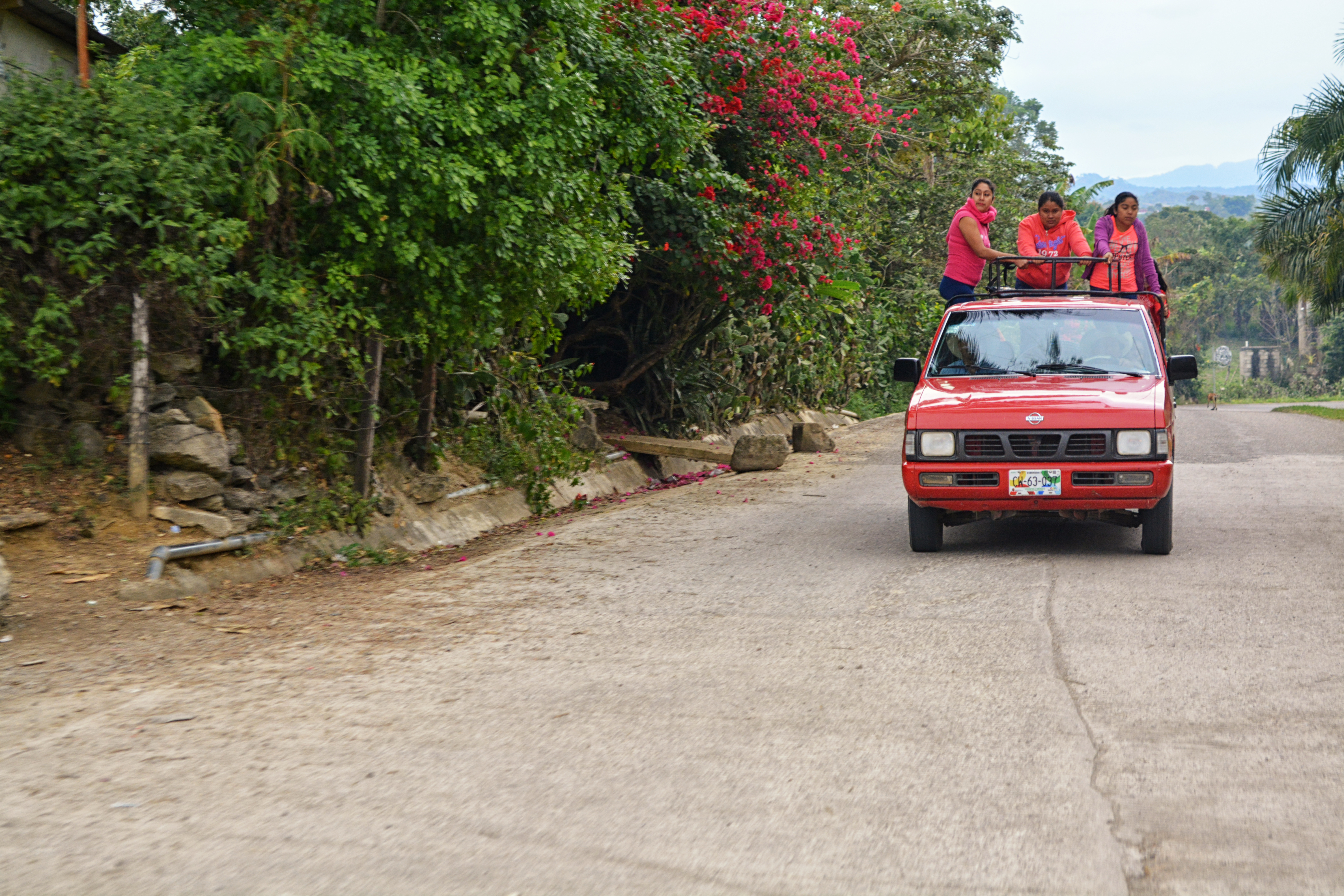
Pickup de transporte público en una carretera hacia Ocosingo.

La ciudad de Ocosingo cuenta con la emisora XEOCH K`IN RADIO 6OOam, perteneciente al gobierno del estado y que opera con 10 000 watts de potencia, comunicando a 12 municipios del estado de Chiapas y gran parte de la Selva Lacandona.
La ciudad cuenta con carretera libre hacia puntos estratégicos del estado como las ciudades de San Cristóbal de las Casas, Comitán y Palenque, que facilitan el comercio y el transporte entre ellas.
Existe también un proyecto de autopista de San Cristóbal de Las Casas-Palenque de 2 a 4 carriles, que pasará la ciudad de Ocosingo por el ramal Bachajón-Temó y también por la autopista supercarretera Ocosingo-San Quintín-Las Margaritas. Hay proyectos adicionales para que estas ciudades ya mencionadas se puedan comunicarse con Tuxtla Gutiérrez con el Circuito Chiapas.

## Educación
La educación en la cabecera está apoyada por muchas escuelas primarias, entre las que destaca la Escuela Cuauhtémoc, por ser la primera en la cabecera; Adulfo Aguilar Juárez. Cuatro secundarias de la que sobresalen la Secundaria Técnica N°16 y La Secundaria General "Sor Juana Inés De La Cruz" N° 47. En el nivel medio superior destacan el Centro de Bachillerato Tecnológico Agropecuario N°91, El Colegio Nacional de Educación Profesional Técnica 262 "CONALEP 262" El Colegio De Bachilleres de Chiapas N°16 del sector público, mientras que el sector privado de la educación media superior se ve representada por escuelas como; la preparatoria Manuel Velásco Suárez y el Instituto México. En el nivel superior sobresale la Universidad Tecnológica de la Selva.

### La marimba más grande del mundo
Esta marimba tiene 103 teclas, mide 4 metros y 10 centímetros y pesa 325 kilogramos; fue construida por el señor Baltasar Solorzano Arcia, la cual fue exhibida en el Museo de la Marimba de Tuxtla Gutiérrez y actualmente se encuentra en la Ciudad de Cintalapa, donde su creador la vendió al Municipio después de una exhibición durante la Feria de la Candelaria de ese Municipio. El mismo Sr. Solórzano, creó otra marimba aún más grande, ahora ya propiedad del Municipio de Ocosingo y que sobrepasa las dimensiones por 9 centímetros de la anterior, midiendo 4.19 metros y alcanza mayores escalas musicales con 8 octavas y media, con tres teclas más, dando un total de 106 teclas.
Esta marimba está adornada con grabados en madera que hacen alusión de motivos culturales regionales: reproducciones de imágenes de Cultura Maya de la Época Clásica y la Cultura Tseltal actual.
El mismo artesano también fabricó una marimba que denominó la «Marimba Redonda Única del Universo», que también vendió en Cintalapa, la cual poseía un xilófono incrustado como parte de su estructura. Posteriormente, fabricó otra marimba redonda que está construida totalmente en maderas finas tropicales, mejorando el sonido de la anterior y los grabados con los que adorna los faldones del instrumento musical. Esta marimba como la anterior, ya se encuentran en propiedad del Municipio de Ocosingo en espera de la construcción del Museo Histórico Regional en donde serán exhibidas permanentemente.

## Personas destacadas
- Efraín Bartolomé Rodríguez, escritor y poeta.
- Victorino Trinidad Vázquez, maestro de 33 generaciones.
- Julio César Solórzano Paniagua, filántropo.
- Ranulfo Panagos (1889-1946), novelista.
- José Emigdio Rodríguez, humanista, escritor y poeta.
- Alfredo Nájera Morales, cronista de la ciudad.
- Marcos Villanueva López, profesor, músico y poeta. Autor del vals denominado Ocosingo y del himno de la escuela primaria Cuauhtémoc.
- Juan Yadeum Angulo, arqueólogo.
- Catarino Ramón Trujillo Trujillo, el primer cronista nombrado de manera oficial.[8]
- Baltasar Solorzano Arcia, constructor de las 4 marimbas más grandes del mundo.
- José Monterroza Aguilar, filántropo y ganadero.
- María Luisa Albores González, Secretaria de Medio Ambiente y Recursos Naturales de México.